# Paul Michael Glaser
Paul Manfred Glaser, artísticamente Paul Michael Glaser (Cambridge, Massachusetts, 25 de marzo de 1943), es un actor y director estadounidense conocido por su papel como el detective Dave Starsky en la serie de televisión Starsky y Hutch, transmitida en la década de 1970. Glaser también interpretó al capitán Jack Steeper en la serie Third Watch, de la NBC, entre 2004 y 2005.

## Datos biográficos

### Primeros años
El menor de tres hijos de Dorothy y Samuel Glaser, arquitecto de raíces judías, estudió en la Universidad de Tulane, titulándose en Lengua Inglesa y Teatro en 1966. Un año después se titula de nuevo en Teatro por la Universidad de Boston.
Comenzó su actividad artística sobre los escenarios y participó en varias representaciones en Broadway.

### Debut
En la temporada 1969-1970, debutó en televisión, alcanzando cierta notoriedad gracias al papel del doctor Peter Chernak en la serie Love Is a Many Splendored Thing. Su debut en la gran pantalla se produce en 1971, con el papel de Perchik en la célebre película El violinista en el tejado. Un año después comparte plató con Goldie Hawn en Las mariposas son libres.

### Carrera
Tras esa experiencia cinematográfica, centró su carrera casi exclusivamente en televisión, participando episódicamente durante la primera mitad de los años setenta en series como Las calles de San Francisco, Kojak o Los casos de Rockford.

### Starsky y Hutch
La fama se la debe, sin embargo, al personaje del detective David Starsky en Starsky y Hutch, una de las series de televisión más populares de la historia del medio, no solo en Estados Unidos sino a nivel mundial. Glaser protagonizó esta producción policíaca junto a David Soul durante cuatro temporadas, entre 1975 y 1979.

### Otros trabajos; dirección
Tras la cancelación de la serie, Glaser continuó actuando en la pequeña pantalla, aunque su popularidad fue declinando poco a poco. No volvió a intervenir en series, y su actividad se limitó a películas directamente estrenadas en televisión.
Paralelamente, potenció su carrera como director. Se había iniciado en la dirección con algunos episodios de Starsky y Hutch, y en las décadas siguientes se puso tras la cámara tanto en televisión (episodios de Miami Vice o Las Vegas) como en cine (The Running Man, 1987, con Arnold Schwarzenegger; The Cutting Edge, 1992) y la divertida comedia The Air Up There (1994).
En 2003 volvió a actuar frente a una cámara de cine, interpretando al exmarido de Diane Keaton en Something's Gotta Give.
En 2004 apareció en la adaptación cinematográfica de Starsky & Hutch haciendo un cameo de su personaje, en los últimos minutos de esta.

### Vida privada
En cuanto a su vida personal, en 1980, contrajo matrimonio con Elizabeth Glaser, quien un año después contrajo el VIH por una transfusión de sangre mientras daba a luz a la primera hija de la pareja, Ariel. Elizabeth no supo que era portadora del virus hasta cuatro años después, momento en el cual tanto Ariel como el segundo hijo del matrimonio, Jake, nacido en agosto de 1984, eran seropositivos. Ariel falleció en 1988 y Elizabeth en 1994, tras haber creado la Fundación de Sida Pediátrico Elizabeth Glaser, que Paul Michael continuó presidiendo hasta 2002, año desde el que mantiene el cargo de presidente honorario. En 1996 contrajo matrimonio con Tracy Barone, de quien se divorció en 2007.